# 有田八郎
有田八郎（日語：有田 八郎/ありた はちろう，1884年9月21日—1965年3月4日），是一位日本外交官、政治家。

## 生平

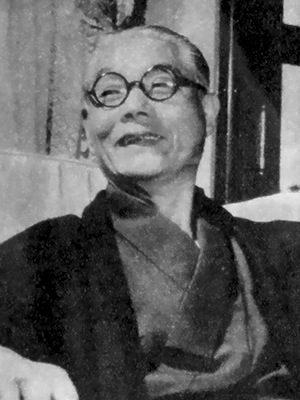
1953年的有田八郎

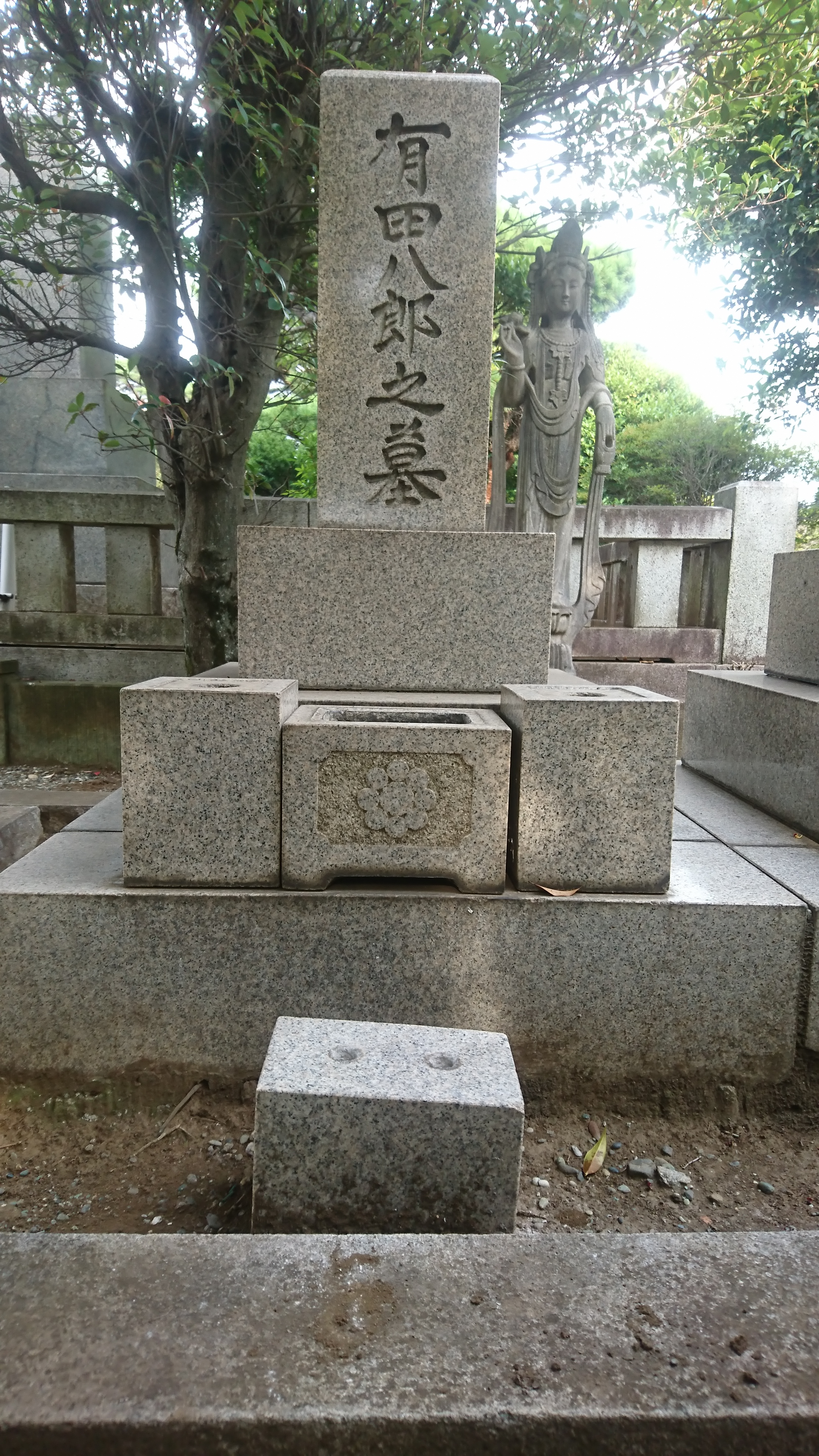
多磨灵园墓地

本名山本八郎，1884年出生于日本新潟縣佐渡郡真野村（现佐渡市真野町），1909年毕业于东京大学法学部，后进入日本外務省。后担任亚洲局局长，1931年担任日本驻奥地利大使和驻匈牙利大使，1934年担任日本驻比利时大使，1936年担任日本驻华大使。三次被选为日本外务大臣。。1938年2月10日被选为贵族院议员。1946年公职追放，1953年解除公职追放。
1965年3月4日在东京都去世，享年81岁。